# جان جيرارد
جان جيرارد هو عازف الأرغن كندي، ولد في 8 أغسطس 1696، وتوفي في 23 فبراير 1765.